# Dmitri Kokarev
Dmitri Nikolajevitsj Kokarev (Penza, 18 februari 1982) is een Russische schaker. Hij is sinds 2007 een grootmeester (GM).  

## Schaakcarrière
Dmitri Kokarev werd in 1996 tweede op het Wereldkampioenschap schaken voor jeugd in de categorie tot 14 jaar, gehouden in Rimavská Sobota. Kokarev won in 1999 het WK schaken voor jeugd in de categorie tot 18 jaar, het toernooi werd gehouden in Oropesa del Mar, Spanje.
In 2009 nam hij deel aan het Voronezj Open toernooi en werd gedeeld 1e–8e met Sergej Volkov, Igor Lysy, Aleksandr Rachmanov, Valeri Popov, Denis Chismatoellin, Dmitri Andrejkin en Dimitri Botsjarov. In juni 2010 won hij het schaaktoernooi Mumbai "Mayors Cup" zonder verliespartijen met 9 pt. uit 11 en werd gedeeld 1e–6e met Maxim Turov, Alexey Dreev, Martyn Kravtsiv, Adhiban Baskaran en Aleksej Aleksandrov op het 2e Orissa Open toernooi in Bhubaneshwar. In 2013 won Kokarev het Dvorkovich Memorial in Taganrog en werd gedeeld eerste op het Tsjigorin Memorial in Sint-Petersburg, tweede via de tiebreak-score, achter Pavel Eljanov. In 2014 won hij de 10e Ugra Governors Cup in Khanty-Mansiysk.
In januari 2017 was zijn Elo-rating 2651. Hiermee was hij nummer 24 op de Russische Elo-ranglijst. In juni 2022 was zijn rating 2582. 

## Schaakverenigingen
Kokarev speelde in de Russische competitie voor verenigingen tot 2014 voor Politechnik Nizjni Tagil. Sinds 2015 speelt hij voor het team van Siberia Novosibirsk, waarmee hij in 2015 in Sotsji verenigingskampioen van Rusland werd en in 2015 de European Club Cup won.
In 2012 speelde hij in de competitie in Bangladesh voor de schaakvereniging Duronto Rajshahi. In 2018 speelde hij in de Spaanse competitie voor verenigingen voor Oromana Schneider Electric. 

## Titel
Sinds januari 2007 heeft Dmitri Kokarev de grootmeestertitel. De hiervoor benodigde normen behaalde hij op het Tsjigorin-Memorial in oktober 2004 in Sint-Petersburg, op het Moskou Open in maart 2005 in Moskou en op het grootmeester-toernooi in augustus 2006 in Saratov.

## Externe koppelingen
- (en)   Informatie over schaakpartijen van Dmitri Kokarev op ChessGames.com
- (en)   Informatie over schaakpartijen van Dmitri Kokarev op 365chess.com
- (en)  FIDE-ratinggegevens voor Dmitri Kokarev